# 天府清源
天府清源控股有限公司（简称“天府清源”），原名清华控股有限公司（英語：Tsinghua Holdings Co., LTD.），为高校校办企业改制的首家试点单位清华大学改制后的校办企业，曾由清华大学控股，清华大学经营资产管理委员会管理，整合控股原清华各校办企业。总部位于北京清华科技园。前中共中央总书记胡锦涛之子胡海峰曾经担任党委书记。法定代表人令完成。

## 歷史
前身為北京清华大学企业集团，由清華大學校長王大中指派榮泳霖負責，於1992年建立。
2001年，中國國務院推動大學與大學企業分離，清華大學校長指派榮泳霖負責整頓校有企業，將校有企業的資產及股份收歸至北京清华大学企业集团。2003年，將北京清华大学企业集团改制為清華控股公司。
初建的2003年，清华控股拥有184.4亿元总资产，营业收入126.48亿元。2011年，清华控股拥有586.60亿元，经营收入363.46亿元。
2015年9月5日，紫光集團其中一位股東清華控股，將其30%股份轉售給蘇州高鐵新城國有資產經營管理有限公司，另將6%股售給海南聯合資產管理有限公司，完成後，三者合共持有紫光集團51%股，清華控股持股降至15%。
2022年4月，由于校企改革，清华大学将其持有的清华控股100%股份无偿划转给四川省国资委，2022年6月，四川省国资委同意将清股权注入四川省能源投资集团有限责任公司，四川能投相应增加注册资本金并最终持有清华控股全部股权，6月28日，公司正式由清华控股有限公司更名为天府清源控股有限公司。

## 控股上市公司
- 清华同方（上交所：600100），经营信息产业
- 紫光股份（上交所：000938），经营信息产业
- 清华诚志（上交所：000990），经营生命科技、医药、信息产业、精细化工
- 華海清科股份有限公司（上交所：688120），經營信息产业

## 控股企业
- 启迪控股股份有限公司
- 清华大学出版社有限公司
- 紫光集团有限公司（2022年7月，紫光集团重整，原股东“清华控股”与“北京健坤”全部退出。）
- 北京阳光能源开发有限责任公司
- 辽宁省路桥建设集团有限公司
- 博奥生物有限公司
- 北京华环电子股份有限公司
- 北京清尚建筑装饰工程有限公司
- 浦华环保有限公司
- 北京清源德丰创业投资有限公司
- 河北华控弘屹科技有限公司
- 北京国环清华环境工程设计研究院有限公司
- 比威网络技术有限公司
- 北京华控汇金投资管理有限公司
- 北京清能创新科技有限公司
- 道纪忠华公共管理咨询（北京）有限公司
- 北京清软英泰信息技术有限公司
- 青岛华控合志实业有限公司
- 龙江环保集团股份有限公司
- 北京紫光泰和通环保技术有限公司

## 参股企业
- 科威国际技术转移有限公司
- 北京华汇通创业投资管理有限公司
- 中核能源科技有限公司
- 北京辰安伟业科技有限公司
- 北京泽华化学工程有限公司
- 北京紫光测控有限公司
- 北京万博天地网络技术股份有限公司
- 诺德基金管理有限公司
- 华能山东石岛湾核电有限公司
- 深圳市源兴生物医药科技有限公司
- 北京固鸿科技有限公司
- 航天科工卫星技术有限公司
- 赛尔网络有限公司
- 珠海粤科京华电子陶瓷有限公司
- 特变电工新疆新能源股份有限公司
- 珠海清华科技园创业投资有限公司
- 华溢控股有限责任公司
- 国盛证券有限责任公司
- 鹤壁煤电股份有限公司
- 深圳市华融泰资产管理有限公司